# Elleanthus carinatus
Elleanthus carinatus är en orkidéart som beskrevs av Robert Louis Dressler och Bogarín. Elleanthus carinatus ingår i släktet Elleanthus och familjen orkidéer. Inga underarter finns listade i Catalogue of Life.